# Tarphochlamys affinis
Tarphochlamys affinis là một loài thực vật có hoa trong họ Ô rô. Loài này được (Griff.) Bremek. miêu tả khoa học đầu tiên năm 1944.